# Aglaophyton major
Aglaophyton major ist eine fossile Pflanzenart, die aufgrund ihrer Merkmalskombination zwischen den Moosen und den Gefäßpflanzen steht. Sie wurde 1920 aus dem Rhynie Chert in der schottischen Council Area Aberdeenshire erstmals beschrieben. Die Art bildet alleine die Gattung Aglaophyton, die also monotypisch ist.

## Merkmale

### Sporophyt
Das Rhizom wächst waagrecht. An bestimmten Stellen wachsen Rhizoide, die nicht durch Scheidewände unterteilt sind und aus Epidermiszellen entstehen.
Die Sprosse des Sporophyten sind aufrecht, nackt und verzweigen sich gleichmäßig dichotom. Die Pflanze ist maximal 18 Zentimeter hoch. Der Durchmesser der Sprosse beträgt rund sechs Millimeter.
Das Leitgewebe besteht aus einer inneren Zone aus länglichen, dünnwandigen Zellen und einer äußeren Zone aus länglichen, dickwandigen Zellen. Das Wasserleitungsgewebe enthält keine Tracheiden, da den Zellen die entsprechenden Verdickungen fehlen; stattdessen besteht das Leitbündel aus Hydroiden, wie sie auch bei den Moosen vorkommen. Dieser zentrale Teil des Leitgewebes ist umgeben von einer rund sechs Zellen dicken Schicht dünnwandiger, länglicher Zellen, die aufgrund ihrer Position als „Phloem“ angesehen werden. Nach außen schließt sich die Rinde an, die im äußeren Bereich ausgesprochen dickwandige Zellen besitzt. Die Epidermis besteht aus länglichen Zellen. Die Spaltöffnungen werden von zwei Geleitzellen gebildet, die von sechs bis acht leicht modifizierten Epidermiszellen umgeben sind.
Die Sporangien sind keulen- oder spindelförmig und im Querschnitt radiärsymmetrisch. Sie stehen terminal (endständig), also an den Spitzen der Achsen, kurz oberhalb einer dichotomen Verzweigung der Achse. Die Wand der Sporangien besteht aus drei Zellschichten, ist also eusporangiat. Die äußere Schicht besteht aus dünnwandigen Epidermiszellen. Diese besitzt auch Spaltöffnungen. Die nächste Schicht ist parenchymatisch und ähnlich der inneren Rinde der Achse. Die dritte Schicht umgibt als Tapetum-Schicht die zentrale Sporenmasse. Vorgebildete Öffnungsstellen des Sporangiums sind nicht vorhanden; es öffnet sich mit einem Längsriss. Die Sporen sind 52 bis 78 Mikrometer groß, trilet (besitzen eine dreistrahlige Narbe) und laevigat (glatt).

### Gametophyt
Renate Remy und Winfried Remy beschrieben 1980 Lyonophyton rhyniensis, was wahrscheinlich der männliche Gametophyt von Aglaophyton ist. Allerdings ist nur das distale Ende des Antheridien-Trägers bekannt: eine nackte, mindestens 16 mm lange Achse, die in einer scheibenförmigen Struktur von 2,6 bis 9 mm Durchmesser endet. Auf deren Oberfläche sitzen die rundlichen Antheridien. Jedes Antheridium besitzt ein zentrales, steriles Gewebe. Vielfach sind in den Antheridien die Spermatozoiden sichtbar.
Der Gametophyt war selbständig, also nicht mit dem Sporophyten verbunden. Die Verbindung zum Sporophyten ergibt sich durch Ähnlichkeiten der Cuticula, der Spaltöffnungen und der Anatomie der wasserleitenden Zellen.
Auch der weibliche Gametophyt wurde inzwischen identifiziert, aber noch nicht publiziert.

## Ökologie
Aglaophyton wuchs einzeln oder in Gruppen auf trockenen Substraten, die mit Streu bedeckt waren. Zur Keimung waren wahrscheinlich feuchte Bedingungen nötig.

## Systematische Stellung
Aglaophyton ist keine Gefäßpflanze. Sie entspricht dem Bau der Gefäßpflanzen mit Ausnahme des Leitgewebebaus. Damit nimmt sie eine Mittelstellung zwischen Moosen und Gefäßpflanzen ein. Traditionell wird Aglaophyton zu den Rhyniophyta gestellt, diese sind jedoch eine polyphyletische Gruppe und eigentlich Teil der Gefäßpflanzen. In neueren kladistischen Analysen ist Aglaophyton die Schwestergruppe der Gefäßpflanzen.

## Botanische Geschichte

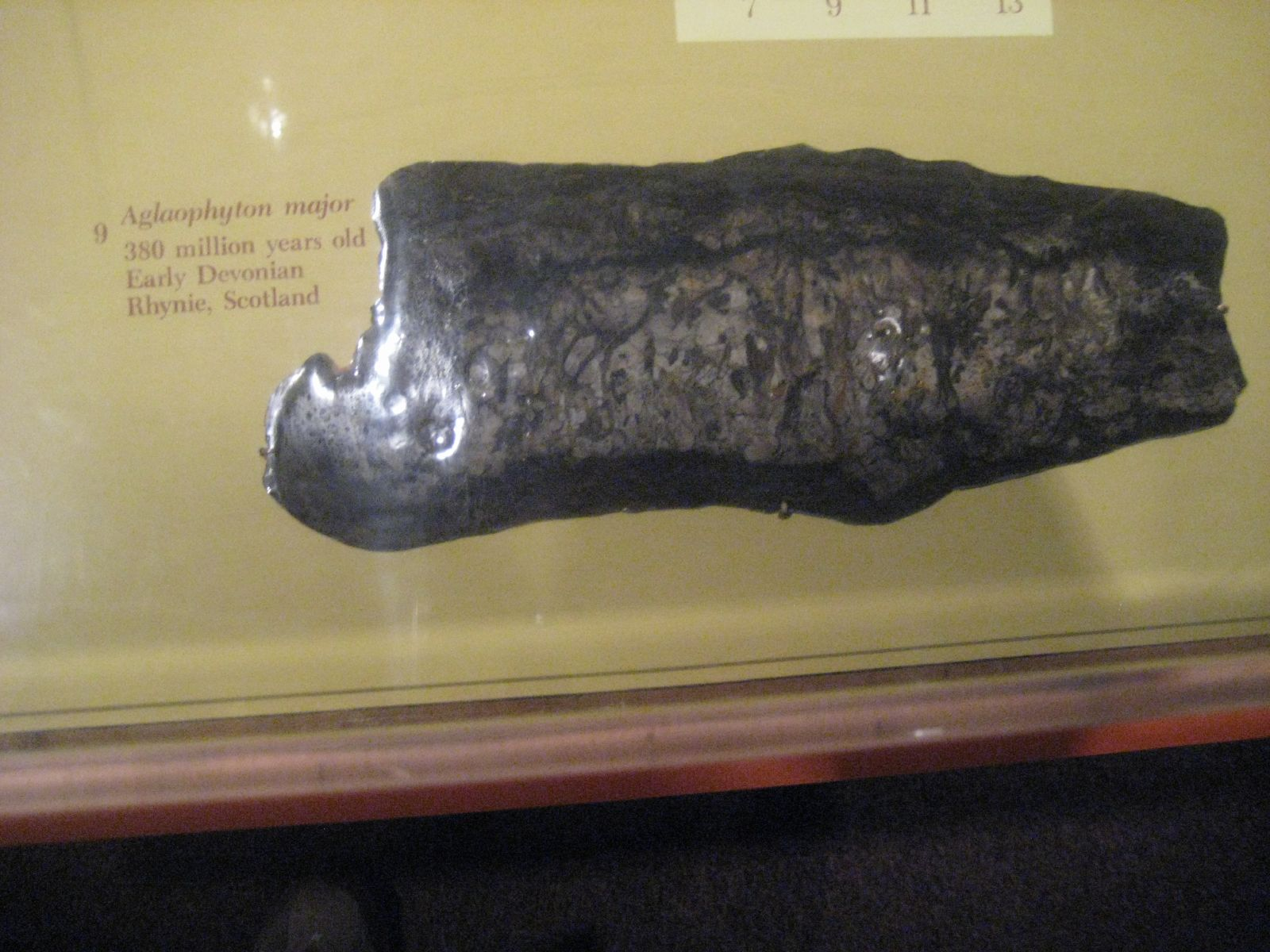
Fossil von Aglaophyton major

Die Fossilien aus dem Rhynie Chert wurden zunächst für Rhynia gwynne-vaughanii gehalten und 1920 von Robert Kidston und W. H. Lang als Rhynia major beschrieben. Lange waren von Aglaophyton keine Sporangien bekannt, was zur Vermutung Anlass gab, Rhynia major sei der Gametophyt von Rhynia gwynne-vaughanii. Dies wäre eine Bestätigung einer Theorie über die Entstehung der Landpflanzen gewesen, die an den Ursprung gleichgebaute (isomorphe) Gameto- und Sporophyten stellte. Der Fund von Rhynia-major-Fossilien mit Sporangien erübrigte weitere Diskussionen.
Dianne S. Edwards konnte 1986 anhand einer Neuuntersuchung des ursprünglichen Materials und anhand von Neufunden zeigen, dass Rhynia major eindeutig nicht über Leitbündel verfügte. Sie stellte die neue, monotypische Gattung Aglaophyton auf.

## Belege
- Paul Kenrick, Peter R. Crane: The Origin and Early Diversification of Land Plants. A Cladistic Study. Smithsonian Institution Press, Washington D.C. 1997, S. 320–322. ISBN 1-56098-729-4.
- Thomas N. Taylor, Edith L. Taylor: The Biology and Evolution of Fossil Plants. Prentice Hall, Englewood Cliffs 1993, S. 196–198, 227. ISBN 0-13-651589-4.